# Túath
Túath (plural Túatha) era uma subdivisão administrativa do sistema irlandês medieval inferior a um reino. A palavra é originária do irlandês antigo e é muitas vezes traduzida como "povo" ou "nação". Ela é aparentado com a tud ( pessoas ) dos galeses e bretões, com o toudo galego , e com o þeudō ( que significa "vernacular" ou "do povo") dos germânicos.

## Descrição
Túath se refere tanto a um território geográfico como as pessoas que viviam nesse território. Em irlandês moderno é escrito tuath , sem acento, e significa campo.
Em termos irlandeses antigos, um Clan era calculado em cerca de trinta pessoas por habitação. A trícha cét (trinta centenas), era uma área que compreende uma centena de habitações ou, aproximadamente, três mil pessoas. O Túath consistia em uma série de trícha cét aliados e, portanto, se refere a pelo menos 6.000 pessoas. Provavelmente, o número de habitantes mais preciso para um Túath seria nada menos do que 9.000 pessoas.
A organização do Túath estava assentada em grande parte dentro das leis de Brehon , as leis irlandesas escritas no Século VII, também conhecida como os Fénechas .
A estrutura social da antiga cultura irlandesa era baseada no conceito de fine (plural finte), ou grupo familiar. Todos do finte descendem de um ancestral comum pelo menos a quatro gerações, compreendia uma unidade social conhecido como dearbhfhine (plural dearbhfhinte) baseada na Patrilinearidade. Os Túatha são freqüentemente descritos como pequenos reinos. Devido à natureza político complexa e em constante mudança na Irlanda antiga e medieval, os Túatha podiam se tornar pequenos reinos soberanos com suas próprias leis, ou se transformavam em áreas ligadas por lealdade a reinos maiores, como Connacht ou Ulaid, dependendo do poder e da influência das dinastias em determinado momento.

## Exemplos históricos
- Osraige - um Túath que mais tarde na era cristã se tornou o Reino de Ossory no Condado de Kilkenny .
- Dalriada - um Túath que se tornou uma confederação de Túatha que acabou ocupando a região de Alba e se tornando a moderna Escócia .
- Clandonnell , Glenconkeyne , Killetra , Melanagh , Tarraghter e Tomlagh eram Túatha do Condado de Londonderry que se uniram formado o antigo Ducado de Loughinsholin .